# 中央广播电视总台光华路办公区
中央广播电视总台光华路办公区，前称中央電視台總部大樓，又称中央电视台光华路办公区，俗称“大裤衩”，又被称作“央视新址”，是北京商务中心区的一座中央广播电视总台所有的建築物，内含光华路办公区大楼、电视文化中心、服务楼、庆典广场，由雷姆·庫哈斯带领大都會建築事務所（OMA）設計。
中央广播电视总台光华路办公区建築外形前衛，被美國《時代雜誌》評選為2007年世界十大建築奇跡，并列的有北京當代萬國城和国家体育场。
中央電視台總部大樓耗資人民幣50億元建成，而其中一座北配樓已經在2009年2月9日元宵節的大火中严重焚毁。2009年10月底開始進行修復工作，2012年5月16日竣工。体育频道于伦敦奥运会期间搬入新台址，是中国中央电视台首个搬入新台址的部门。
2013年6月17日，除电影频道以外的央视24个公共类频道的信号正式通过央视总部大楼对外播出。2018年4月19日上午，中央广播电视总台举行正式揭牌仪式，位于光华路的中央电视台总部大楼更名为中央广播电视总台光华路办公区。

## 歷史
中央电视台彩电中心在1990年代中期已处于超负荷运转状态，制作播出设备已远不能满足业务需要。2001年3月，中国中央电视台着手筹备新台址建設工程，開始進行立項申請工作。2001年5月，國家廣播電影電視總局（现国家广播电视总局）正式向國家發展計劃委員會（现国家发展和改革委员会）提出央視新台址建設工程立項申請報告。2002年1月，國務院原則同意進行央視新台址建設工程。2002年2月，國家發展計劃委員會正式批覆同意央視新台址建設工程立項，并开始设计方案招标工作。2002年7月，OMA/雷姆·庫哈斯和奧雷·舍伦的設計方案最终中标。2004年9月22日上午10时，央視新台址举行奠基仪式。2005年3月、4月，新台址工程A、B标段先后举行开工典礼。2006年12月29日，电视文化中心主体封顶。2007年12月26日，主楼悬臂结构成功合龙。
央視新大樓位於北京市朝陽區東三環中路（原北京汽車摩托車聯合製造公司廠址），地處北京東部CBD，佔地197000平方米，總建築面積約55萬平方米，最高建築234米，主体工程为全钢结构外挂玻璃幕墙，工程建築安全總投資約人民幣50億元。原预计在2009年啟用，但是由于元宵节大火波及，该楼在2010年才完成与央视的交接。
央視新台址建設工程主要包括：主樓（中央電視台總部大樓）、電視文化中心（TVCC）、服務樓、媒體公園。中國建築工程總公司（CSCEC）承包包括主樓在內的「A標段」，北京城建集團有限責任公司承包「B標段」（電視文化中心）。

## 批评与争议

### 建造经费争议
央视大楼工程预算从最初的人民幣50亿元，一路攀升至近人民幣200亿元。并且支付给大都會建築事務所的设计费用高达人民幣3.5亿元，平均达人民幣630元每平方米，远远超过国内一般设计师事务所的人民幣几十元每平方米的水平。
另外，由于B标段的电视文化中心因2009年的一场大火，2012年复建交付至今依然荒废。同时，B标段涉及拆除一座居民楼，即呼家楼新苑3号楼，从2007年9月份开始拆迁，至今还未完成。居民反映，楼内生活环境极差，央视对于该楼很少过问，导致大楼成为了拆迁滞留烂尾楼。

### 建筑外形争议
大楼因外形酷似而被北京市民称作“大裤衩”，甚至网络上有流言指央视为大楼起名“智窗”但被央视否认。央视内部曾在2008年前后在为新大楼征名但未有结果，截至2012年仍无正式名称。
大楼设计师雷姆·庫哈斯在2004年編輯的《Content》一書中，有一頁是許多格子圖像的拼合，其中有一些畫面把央視新大樓和裸女疊合：主樓是一雙腳膝跪地的裸女，臀部朝外趴著，旁邊的輔樓有如一座指向天空的男性生殖器。這在中國引起爭議，認為該圖代表庫哈斯的設計理念，是故意開色情玩笑。
然而大都會建築事務所否認央視大樓是色情玩笑：官方聲明稱，該圖是圖像設計師們當初提案給《Content》的封面設計之一，該封面圖被否決，但仍與其他被否決的圖一起附在書中；該圖像不代表事務所的立場，而央視大樓也沒有任何隱含的意義。《時代雜誌》指出，批評央視大樓設計有色情意涵的人之一，是過去十年來一直對西方建築師大舉入侵中國感到不滿的某大學建築學系教授（應是指東南大學建築學系教授鄭光復）。

## 圖集

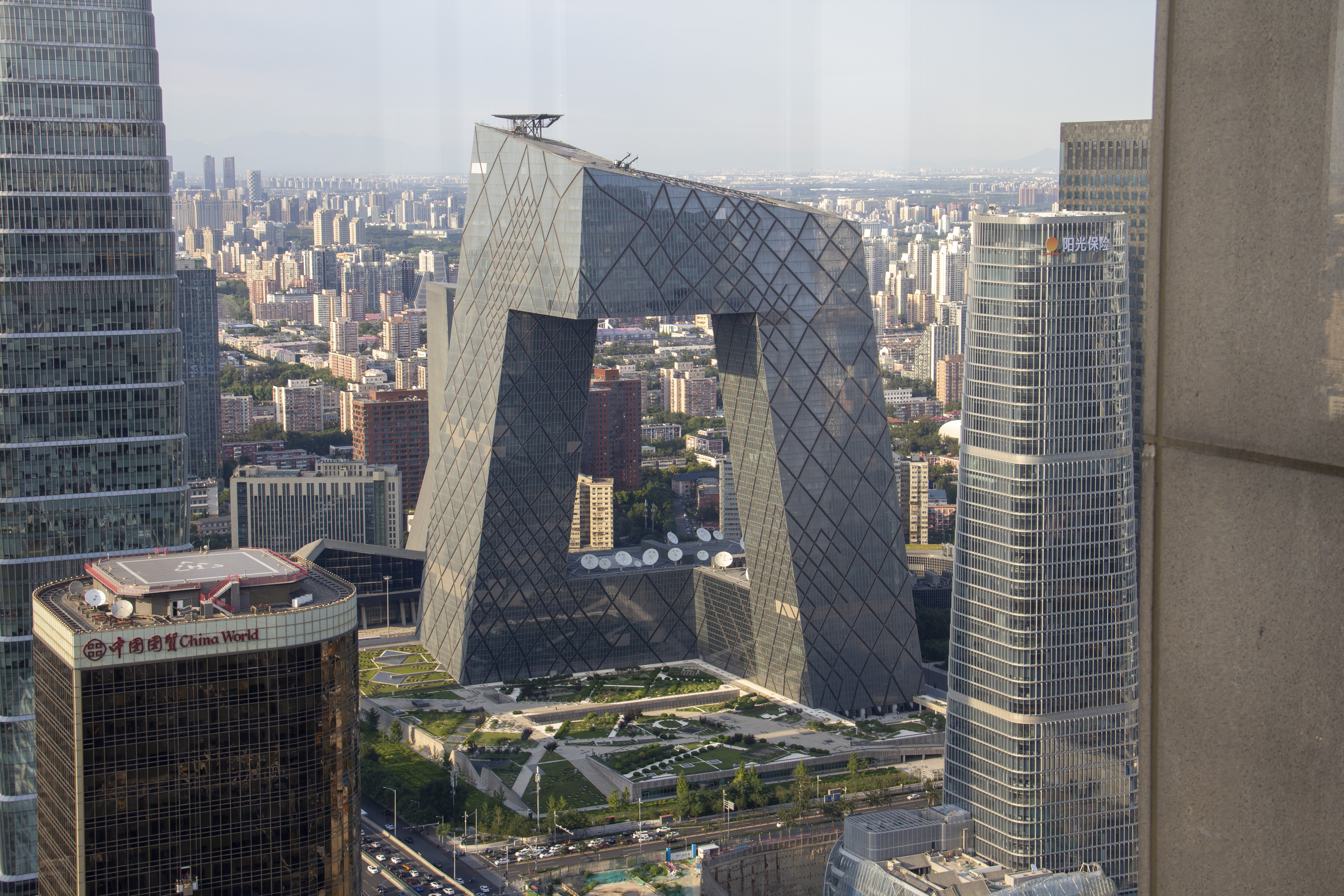
俯视
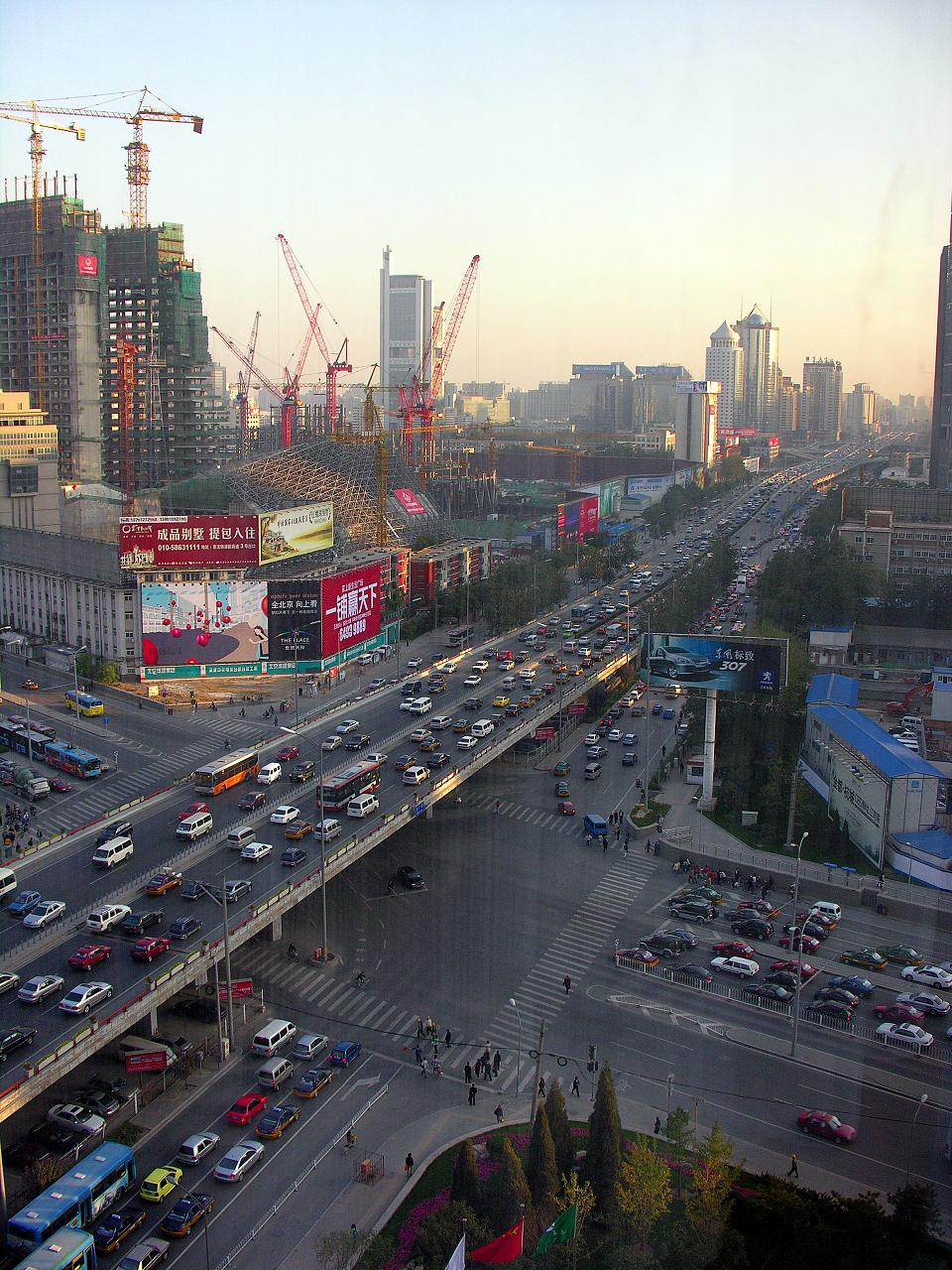
京广桥东南的工地（2006年）
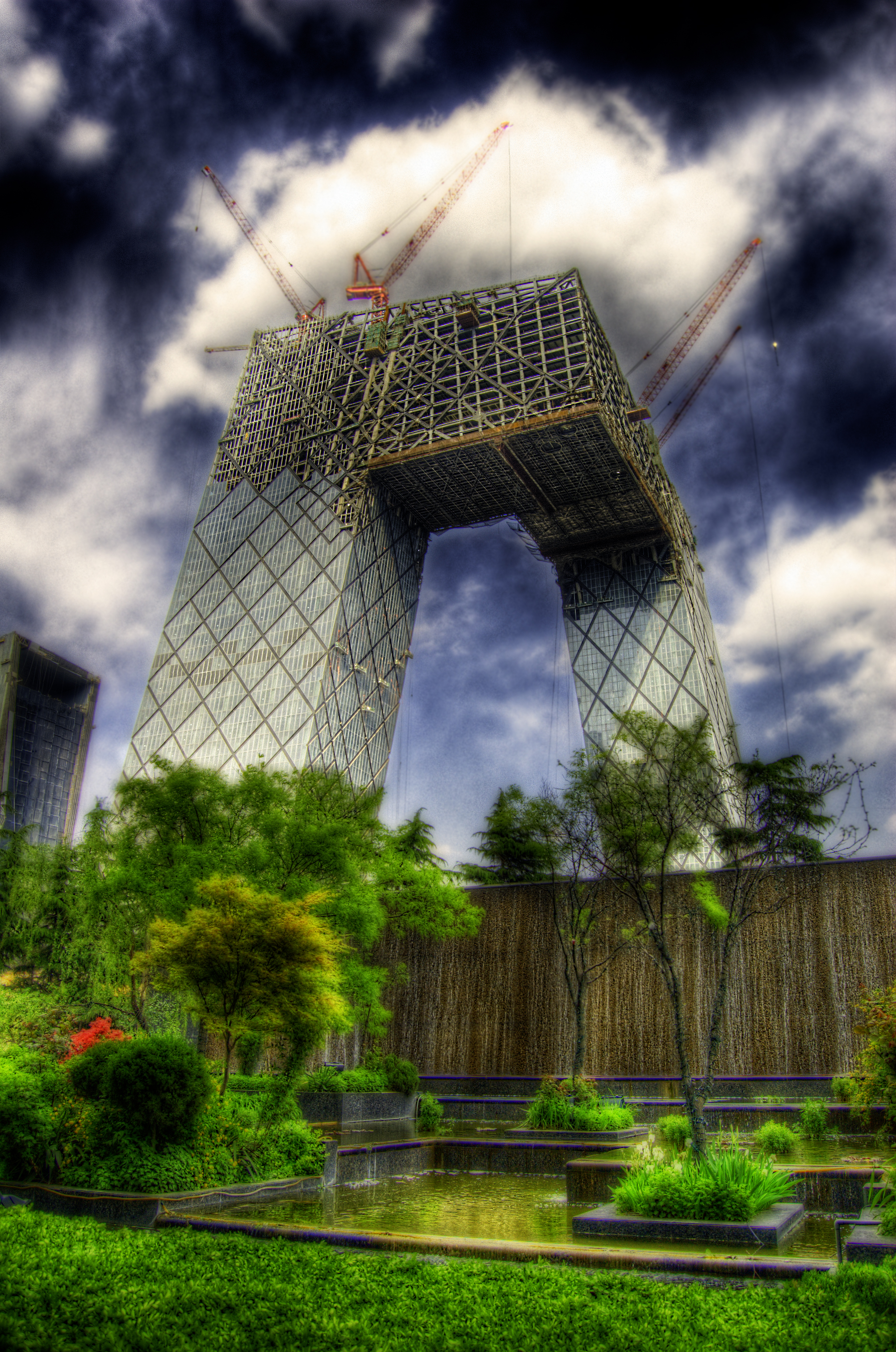
央视大楼建設中階段
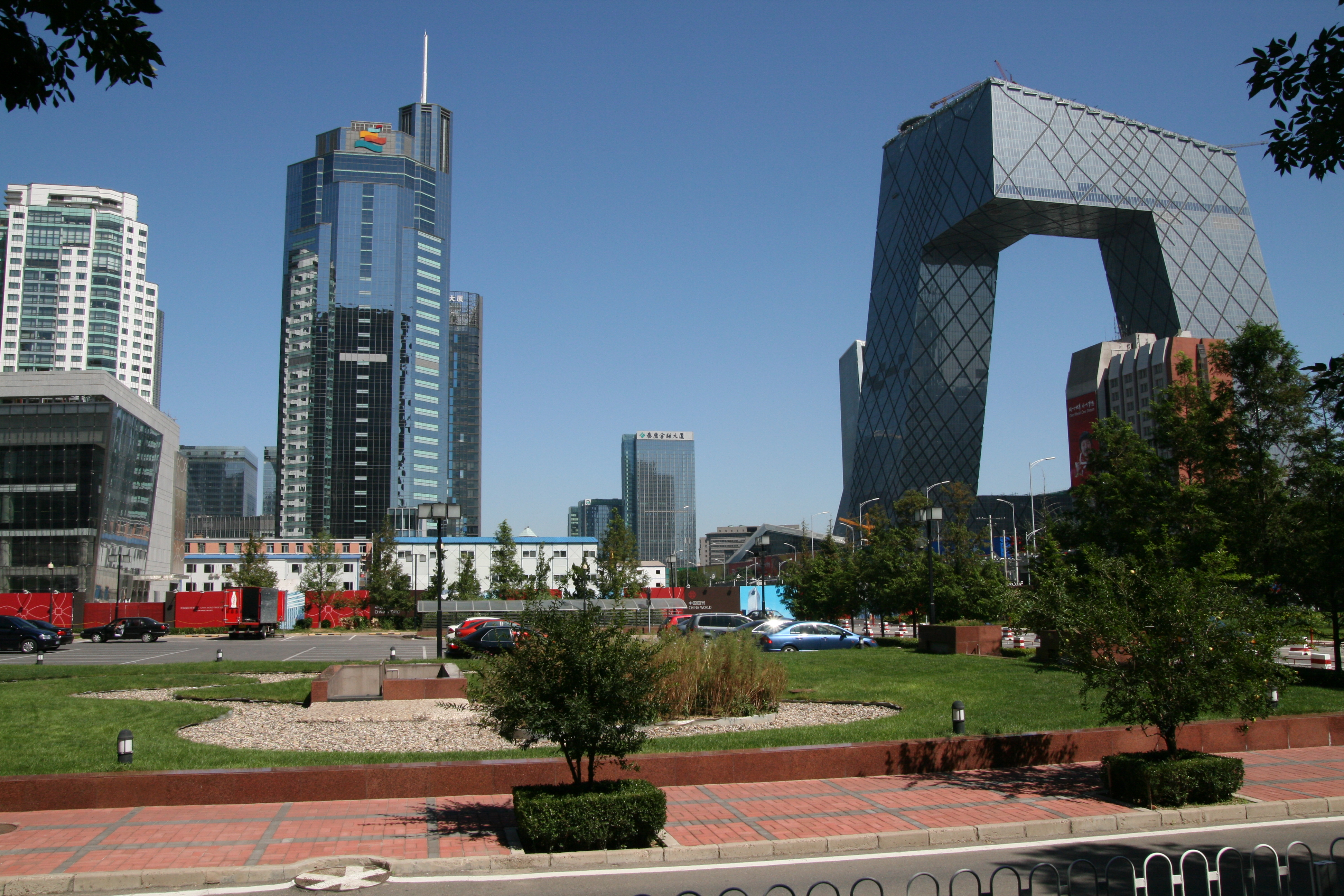
從遠處觀望中央電視台總部大樓
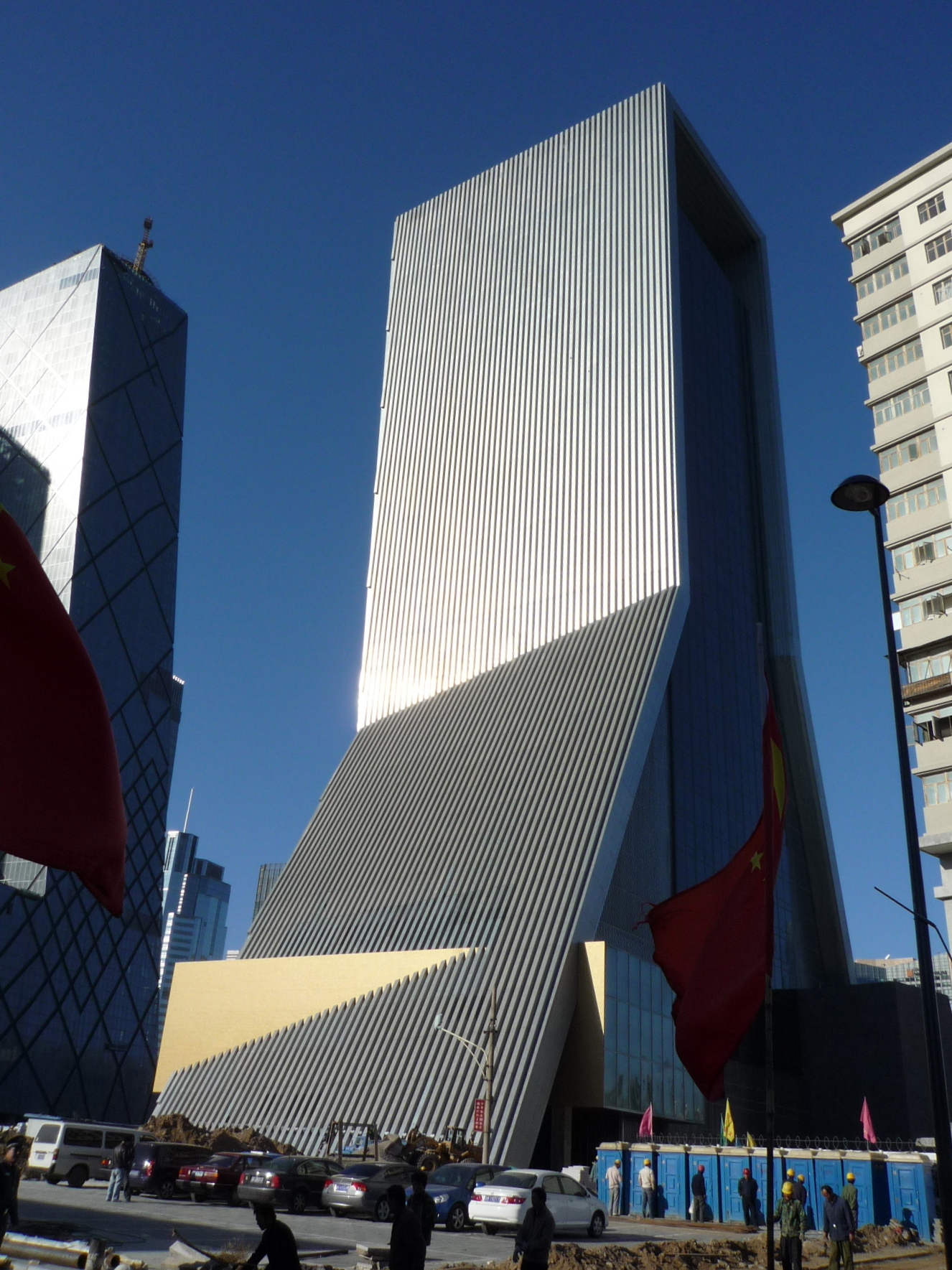
中央电视台电视文化中心
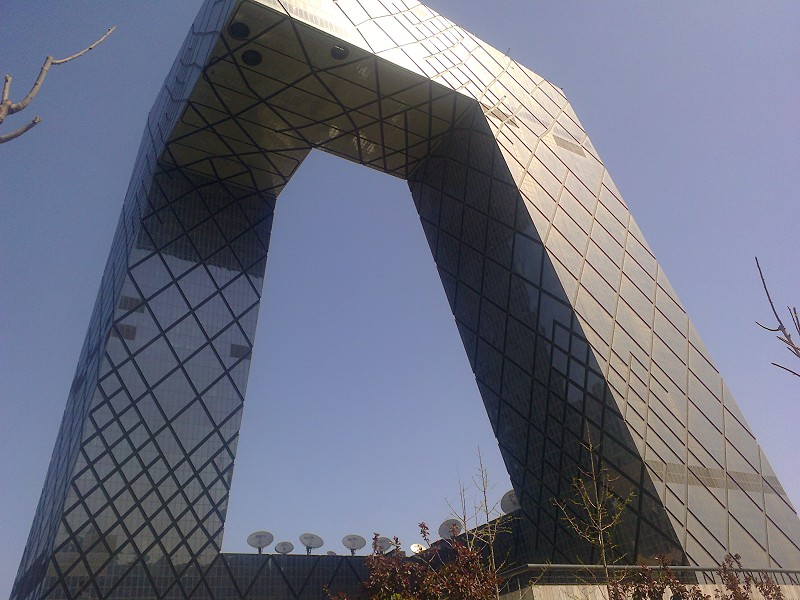
央视新大楼東面
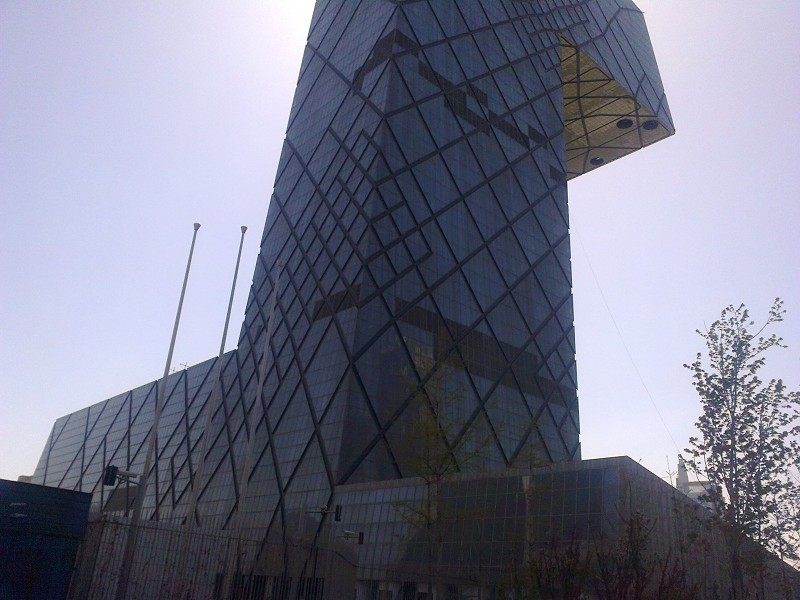
央视新大楼北面
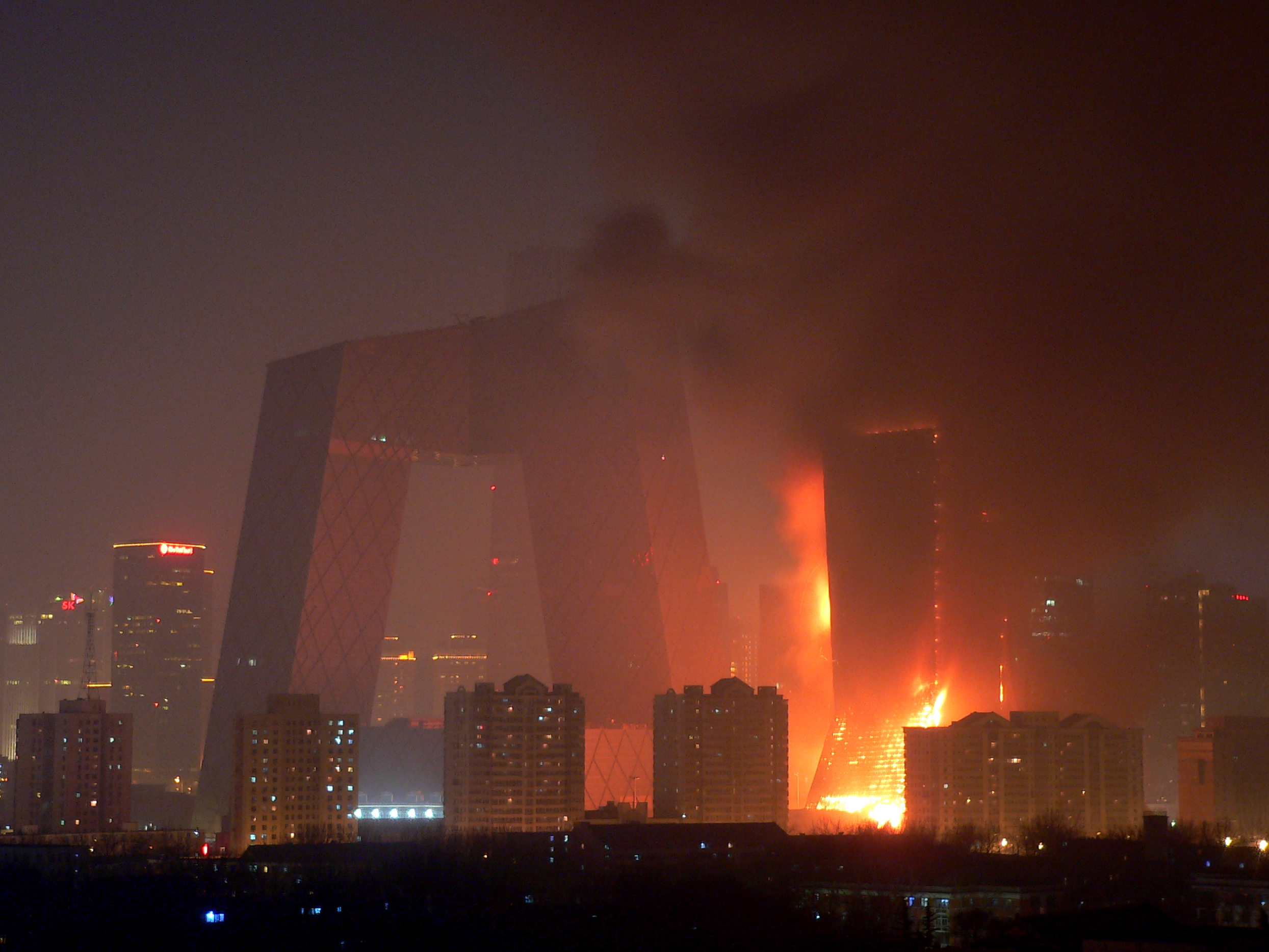
2009年2月，中央电视台电视文化中心在大火中嚴重焚毀
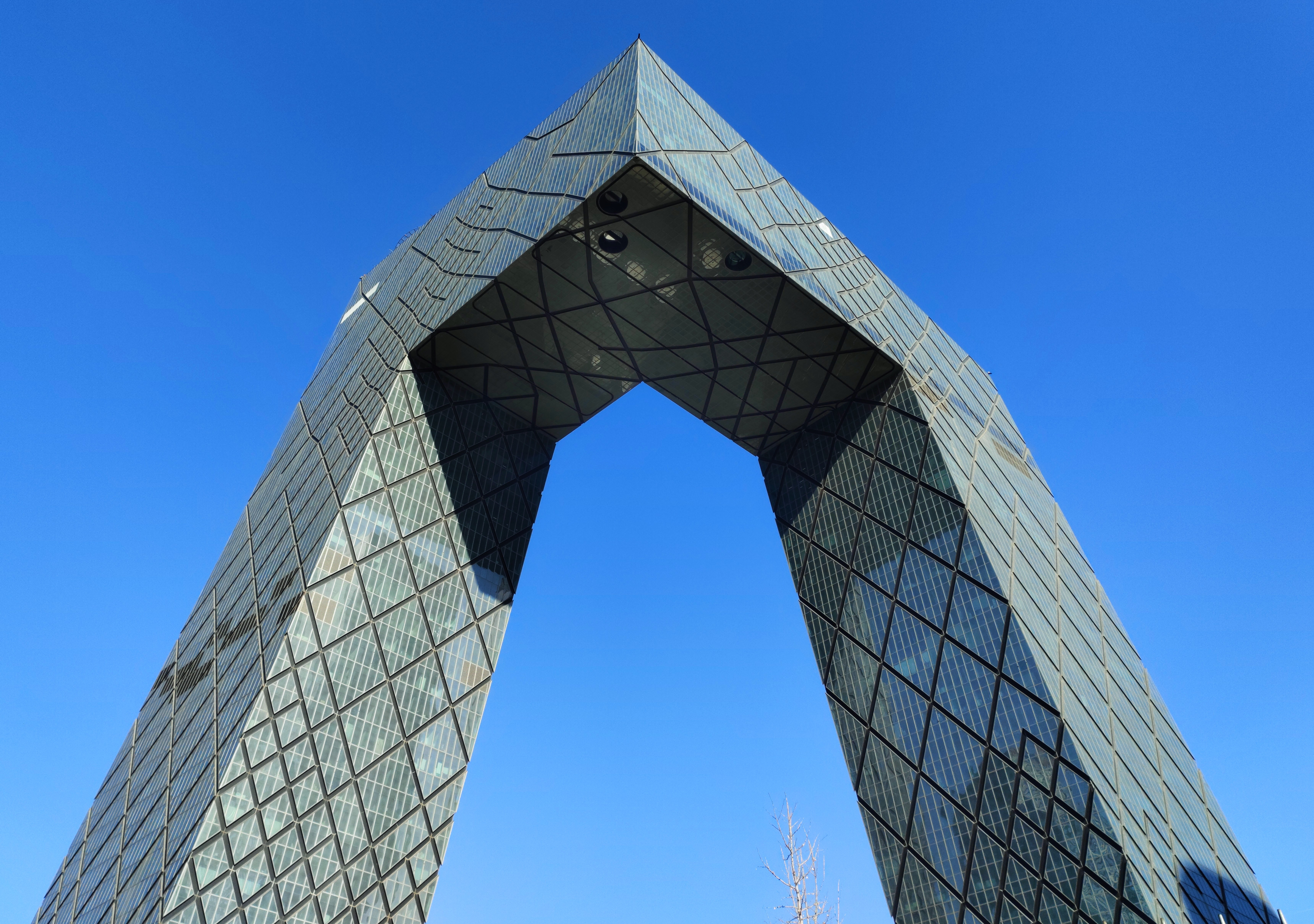
仰视

## 外部連結
- 中央电视台新台址（页面存档备份，存于）
- 2007世界十大建筑奇迹--中央电视台总部大楼Archive.today的存檔，存档日期2008-12-03
- 中央电视台新总部大楼：大国雄心之建筑版[永久]
- 中央电视台总部大楼（页面存档备份，存于）
- 安全播出Wiki（Fandom）上的相关条目：中央电视台总部大楼